# Abel, twój brat
Abel, twój brat – polski dramat psychologiczno-obyczajowy dla młodzieży z 1970 roku w reżyserii Janusza Nasfetera.

## Fabuła
Do klasy przychodzi nieśmiały Karol Matulak, przytłoczony nadopiekuńczą matką, który pragnie dołączyć do cieszącej się autorytetem „paczki” chłopaków – Balona, Zagrajka, Bącały i Pacucha. Mimo naturalnej wrażliwości uczy się od nich łobuzerskich zwyczajów, aż w końcu, pod presją, bije młodszego ucznia. Początkowo milczy, ale kiedy dzięki matce przyznaje, kto go do tego zmusił, sprawcy zostają ukarani i w odwecie zaostrzają prześladowania. Karol zaczyna nienawidzić szkoły i rówieśników, choruje na zapalenie opon mózgowych. Po kilku miesiącach prześladowcy ku swemu przerażeniu dowiadują się o jego śmierci.

## Obsada
Źródło: Filmpolski.pl

### Role dzieci
- Filip Łobodziński – Karol Matulak
- Henryk Gołębiewski – Henryk Balon
- Edward Dymek – Waldemar Pacuch
- Roman Mosior – Antoni Bącała
- Wojciech Skut – Jerzy Zagrajek
- Bogdan Izdebski – Adam Pierzchała
- Zbigniew Sutkowski – Lech Kobyłecki „Semafor”
- Andrzej Boczula – Józef Salamon
- Wojciech Andrulewicz – Jeremi Matuszczak „Paganini”
- Renata Sawiel – Anna Gąsiorkówna
- Dorota Czajko – Basia Jegorow
- Anna Nowak – Anna Paculanka
- Ryszard Roguski – Bohdan Zaręba
- Bohdan Rokita – Paweł Stopa
- Piotr Sot – chłopiec pobity przez Matulaka

### Role dorosłych
- Katarzyna Łaniewska – Eugenia Matulakowa, matka Karola
- Witold Dederko – pan Jonasz
- Zdzisław Leśniak – wychowawca klasy, nauczyciel polskiego i geografii
- Jacek Fedorowicz – nauczyciel gimnastyki
- Henryk Bąk – kierownik szkoły
- Krystyna Feldman – nauczycielka śpiewu
- Maria Kaniewska – matka chłopca pobitego przez Matulaka
- Wojciech Rajewski – sprzedawca
- Małgorzata Włodarska(inne języki) – nauczycielka plastyki

## Nagrody
| Rok  | Festiwal/instytucja                                      | Nominacja                                              | Nominowani                      | Wynik   |
| ---- | -------------------------------------------------------- | ------------------------------------------------------ | ------------------------------- | ------- |
| 1971 | Międzynarodowy Festiwal Filmów Młodego Widza „Ale Kino!” | Poznańskie Koziołki dla najlepszego filmu aktorskiego  | Janusz Nasfeter                 | Wygrana |
| 1971 | Lubuskie Lato Filmowe                                    | Nagroda za scenariusz                                  | Janusz Nasfeter Teresa Nasfeter | Wygrana |
| 1971 | Międzynarodowy Festiwal Filmowy w Moskwie                | Srebrny Medal w Konkursie Filmów dla Dzieci            | Janusz Nasfeter                 | Wygrana |
| 1971 | Międzynarodowy Festiwal Filmowy w Moskwie                | Nagroda jury dziecięcego w Konkursie Filmów dla Dzieci | Janusz Nasfeter                 | Wygrana |
| 1971 | Międzynarodowy Festiwal Filmów dla Dzieci w Teheranie    | Nagroda specjalna jury                                 | Janusz Nasfeter                 | Wygrana |